# هيو بيكوك
هيو بيكوك هو مهندس وسياسي كندي، ولد في 1938. حزبياً، نشط في الحرب الديمقراطي الجديد لأونتاريو. وقد انتخب عضو برلمان مقاطعة أونتاريو.